# Erebia sheljuzhkoi
Erebia sheljuzhkoi är en fjärilsart som beskrevs av B.C.S Warren 1935. Erebia sheljuzhkoi ingår i släktet Erebia och familjen praktfjärilar. Inga underarter finns listade i Catalogue of Life.